# Cleveland (Georgia)
Cleveland es un pueblo ubicado en el condado de White en el estado estadounidense de Georgia. En el censo de 2000, su población era de 1.907.

## Demografía
En el 2000 la renta per cápita promedia del hogar era de $31,949, y el ingreso promedio para una familia era de $37,417. El ingreso per cápita para la localidad era de $14,801. Los hombres tenían un ingreso per cápita de $27,500 contra $21,676 para las mujeres.

## Geografía
Cleveland se encuentra ubicado en las coordenadas 34°35′47″N 83°45′50″O / 34.59639, -83.76389 (34.596309, -83.763893).
Según la Oficina del Censo, la localidad tiene un área total de 8,2 km² (3,2 mi²), de la cual 8,2 km² (3,2 mi²) es tierra y 0 km² (0 mi²) (0.00%) es agua.